# Ovrlje
Ovrlje – wieś w Chorwacji, w żupanii splicko-dalmatyńskiej, w gminie Otok. W 2011 roku liczyła 190 mieszkańców.